# 大衛·鄧拉普天文台
大衛·鄧拉普天文台（David Dunlap Observatory）是位於加拿大安大略省列治文山的一個天文台。
大衛·鄧拉普天文台建於1935年，由多倫多大學擁有和運營，直至2008年。之後，大衛·鄧拉普天文台被列治文山市收購，為遊客提供遺產保護、獨特的娛樂機會、對天文歷史慶祝。大衛·鄧拉普天文台的主要儀器是一台74吋（1.88公尺）的反射望遠鏡，曾是世界上第二大望遠鏡，至今仍是加拿大最大的望遠鏡。大衛·鄧拉普天文台還有其他幾台望遠鏡，包括一台小型電波望遠鏡。這架望遠鏡的建造源自於天文學家克拉倫斯·奧古斯塔斯·錢特的願景，商人大衛‧亞歷山大‧鄧拉普（David Alexander Dunlap）也抱持著同樣的願景。
鄧拉普於1924年去世後，鄧拉普的家人為大衛·鄧拉普天文台提供了經濟支持。大衛·鄧拉普天文台的科學遺產在鄧拉普天文與天文物理研究所得以延續，該研究所是多倫多大學於2008年成立的研究機構。
大衛·鄧拉普天文台是許多重要科學研究的場所，包括對球狀星團距離的開創性測量，提供天鵝座X-1是黑洞的第一個直接證據及發現勾陳一正在穩定下來且似乎正在「脫離」造父變星 。
大衛·鄧拉普天文台位於一座小山上，海拔730英尺（220公尺），距離海平面仍較近，現在周圍都是城市聚落，與世界上其他偏遠的天文台相比，其光學天文學能力有所降低。2019年7月31日，大衛·鄧拉普天文台被國家歷史委員會接受為加拿大國家歷史遺址。

## 外部連結
- Official web site for the Observatory (2018–)
- Official web site for the Observatory (2009–2016) 的存檔，存档日期13 January 2010.
- Richmond Hill Naturalists – Save the Observatory Site 的存檔，存档日期27 January 2008.
- Archival papers of Clarence Augustus Chant, a lobbyist for the observatory, held at University of Toronto Archives and Records Management Services
- Archival papers of Frank Scott Hogg, Director (1946), held at University of Toronto Archives and Records Management Services
- Myles, Shane. . City Life. September–October 2021  [15 October 2021]. （原始内容存档于2025-01-22）.